# Пам'ятки історії Немирівського району
У Немирівському районі Вінницької області на обліку перебуває   87 пам'яток історії.
| № п/п | Охоронний № | Найменування пам’ятки | Адреса                                                                  | Дата (епоха)                                     | Дата відкриття або виявлення | Автори                                    | Матеріал                                     | Основні розміри                               | Рішення про взяття під охорону |                   |
| ----- | ----------- | --- | ----------------------------------------------------------------------- | ------------------------------------------------ | ---------------------------- | ----------------------------------------- | -------------------------------------------- | --------------------------------------------- | ------------------------------ | ----------------- |
| 1.    | 704         | Братська могила 142 воїнів Радянської Армії, загиблих при звільненні міста та навколишніх сіл                                     | м. Немирів, Немирівська м/р, вул. Горького,                             | 1944 р.                                          | 1955 р.рест.1981 р.          | місцеві майстри                           | об. граніт, пост. граніт                     | могила 13,4х8 мп.2,4х2,4х3 м                  | №31310.06.1971 р.              |                   |
| 2.    | 703         | Братська могила 39 воїнів Радянської Армії, загиблих при звільненні міста та учасників партизанського та підпільного руху         | м. Немирів, Немирівська м/р, на території будинку відпочинку „Авангард” | 1944 р.                                          | 1969 р.                      | місцеві майстри                           | надгроб-на плита граніт                      | пл.0,9х1,5х0,8 м                              | №31310.06.1971 р.              |                   |
| 3.    | 759         | Будинок, в якому жила письменниця Марко Вовчок, а також український фольклорист і композитор О.В. Маркевич                        | м. Немирів, Немирівська м/р, вул. 25 років Жовтня,24                    | 1855-58 рр.                                      | поч. XIX ст.                 | місцеві майстри                           | глина                                        | пл. 150м2                                     | №31310.06.1971 р.              |                   |
| 4.    | 91          | Пам’ятник воїнам – визволителям та пам’ятник воїнам-односельчанам, загиблим на фронтах ВВВ                                        | м. Немирів, Немирівська м/р, вул. 25 років Жовтня                       | 1944 р.,1941-45 рр.                              | 1985 р.                      | ск. П.М. Сторожен-ко                      | граніт, з/бетон                              | 2,65 м                                        | №22726.06.1987 р.              |                   |
| 5.    | 14          | Будинок колишньої гімназії, в якій працювали О.В. Маркович, вчились Г.Мачтет, М. Трублаїні                                        | м. Немирів, Немирівська м/р, вул. Луначарського, 26                     | 1838р.                                           | 1994р.                       | арх. Ф.У. Мехович                         | цегла                                        | 7х10х25 м                                     | № 6605.10.1995 р.              |                   |
| 6.    | 259         | Пам’ятник 36 воїнам – односельчанам, загиблим на фронтах ВВВ                                                                      | с. Анциполівка, Зяньковецька с/р, біля мепункту                         | 1941-45 рр.                                      | 1967р.                       | Чернігів. худ. фонд                       | ск. з/бетон,пост.з/бетон                     | ск. 3,0 м,п.1,2х1,1х1,2 м                     | №2919.06.1977 р.               |                   |
| 7.    | 260         | Пам’ятник 225 воїнам – односельчанам, загиблим на фронтах ВВВ                                                                     | с. Байраківка, Байраківська с/р, біля Будинку культури                  | 1941-45 рр.                                      | 1967р.                       | місцеві майстри                           | об. цегла,пост.цегла                         | об. 4,5 м,п.0,6х1х2,1 м                       | №2919.06.1977 р.               |                   |
| 8.    | 255         | Пам’ятник на честь відміни кріпосного права                                                                                       | с. Боблів, Боблівська с/р, біля с/р                                     | 1861р.                                           | 1863р.                       | місцеві майстри                           | об. камінь,пост.цегла                        | об. 2,0 м,п.1,0х0,6х0,6 м                     | №2919.06.1977 р.               |                   |
| 9.    | 713         | Пам’ятник 112 воїнам – односельчанам, загиблим на фронтах ВВВ                                                                     | с. Боблів, Боблівська с/р, біля Будинку культури.                       | 1941-45 рр.                                      | 1967р.                       | Житомир. худ. фонд                        | об. граніт,пост. граніт                      | об. 2,5 м,п.1,0х1,4х1,4 м                     | №31310.06.1971 р.              |                   |
| 10.   | 700         | Братська могила 242 радянських воїнів, загиблих при звільненні селища                                                             | смт. Брацлав, Брацлавська сел/р, вул. Енгельса                          | 1944р.                                           | 1960р.                       | Київський худ. фонд                       | ск. з/бетон,пост. камінь                     | ск. 2,0 м,п.1,6х2,1х2,1 м                     | № 31310.06 1971 р.             |                   |
| 11.   | 750         | Пам’ятник 73 воїнам – односельчанам, загиблим на фронтах ВВВ                                                                      | смт. Брацлав, Брацлавська сел/р, вул. Кармелюка                         | 1941-45 рр.                                      | 1967р.                       | -//-                                      | ск. скло-бетон,пост.цегла                    | ск. 2,5 м,п.2,5х2,5х2,0 м                     | -//-                           |                   |
| 12.   | 261         | Пам’ятник студентам і викладачам с/г технікуму, загиблим на фронтах ВВВ                                                           | смт. Брацлав, Брацлавська сел/р, вул. Енгельса                          | 1941-45 рр.                                      | 1974р.                       | Вінниць-кий худ. фонд                     | об. граніт,пост. граніт                      | об. 1,45 м.п.0,45х0,55х0,35 м                 | №2919.06. 1977 р.              |                   |
| 13.   | 715         | Пам’ятник 56 воїнам – односельчанам, загиблим на фронтах ВВВ                                                                      | с. Бугаків, Бугаківська с/р, біля Будинку культури                      | 1941-45 рр.                                      | 1967р.                       | ск. Титком. Львів                         | ск. з/бетон,пост. цегла                      | ск. 3,0 м,п.4,3х3,6х0,6 м                     | №31310.06.1971 р.              |                   |
| 14.   | 716         | Пам’ятник 168 воїнам – односельчанам, загиблим на фронтах ВВВ                                                                     |                                                                         | с. Велика Бушинка,Великобушин-ська с/р.          | 1941-45 рр.                  | 1967р.                                    | місцеві майстри                              | об. з/бетон,пост. бетон                       | об. 7,0 м,п.0,1х1,5х1,5 м      | №31310.06.1971 р. |
| 15.   | 701         | Братська могила 158 радянських воїнів, загиблих при звільненні села                                                               | с. Воловодівка, Володієвська с/р, на кладовищі                          | 1944 р.                                          | 1950 р.                      | місцеві майстри                           | об. з/бетон                                  | об. 2,2 м,п.0,50х0,50х0,5х0,5м                | №31310.06.1971 р.              |                   |
| 16.   | 264         | Пам’ятник 109 воїнам – односельчанам, загиблим на фронтах ВВВ                                                                     | с. Воловодівка, Володієвська с/р, біля Будинку культури                 | 1941-45 рр.                                      | 1967 р.                      | місцеві майстри                           | об. з/бетон,пост. бетон                      | об. 5,0 м,п.3,5х1,8х1,8 м                     | №2919.06. 1977 р.              |                   |
| 17.   | 710         | Могила партизана В.Ф. Мазура | с. Вовчок, Вовчоцька с/р, на кладовищі                                  | 1942р.                                           | 1950р.                       | місцеві майстри                           | об. залізо                                   | об. 1,2 м,п.0,5х0,5х0,5 м                     | №31310.06.1971 р.              |                   |
| 18.   | 263         | Пам’ятник 108 воїнам – односельчанам, загиблим на фронтах ВВВ                                                                     | с. Вовчок, Вовчоцька с/р,на кладовищі                                   | 1941-45 рр.                                      | 1967р.                       | місцеві майстри                           | об. з/бетон,камінь                           | об. 7,5 м,п.1,5х1,5х,1,5 м                    | №2919.06.1977 р.               |                   |
| 19.   | 265         | Пам’ятник 107 воїнам – односельчанам, загиблим на фронтах ВВВ                                                                     | с. Воробіївка, Воробіївська с/р, біля с/р                               | 1941-45 рр.                                      | 1965                         | Київський худ. фонд                       | ск. з/бетон,пост.камінь                      | ск. 2,5 м,п.1,6х1,5х1,5 м                     | №2919.06.1977 р.               |                   |
| 20.   | 262         | Пам’ятник 68 воїнам – односельчанам, загиблим на фронтах ВВВ                                                                      | с. Вигнанка, Вишковецька с/р, біля магазину                             | 1941-45 рр.                                      | 1968р.                       | місцеві майстри                           | об. з/бетон,пост.цегла                       | об. 2,0м,п.1,0х1,0х1,0м                       | №2919.06. 1977 р.              |                   |
| 21.   | 717         | Пам’ятник 112 воїнам-односельчанам,загиблим на фронтах ВВВ                                                                        | с. Вища Кропивна, Вищекропив-нянська с/р, в центрі села                 | -//-                                             | 1967р.                       | -//-                                      | об. камінь                                   | об. 9,0 м                                     | №31310.06.1971 р.              |                   |
| 22.   | 718         | Пам’ятник 154 воїнам – односельчанам, загиблим на фронтах ВВВ                                                                     | с. Вишківці, Вишковецька с/р, біля Будинку культури                     | 1941-45 рр.                                      | 1966р.                       | місцеві майстри                           | ск. камінь,пост.цеглаоб. з/бетон             | ск. 2,6 м,об. 3,0 м,пост.4,0х1,7х1,7 м        | №31310.06.1971 р               |                   |
| 23.   | 101         | Пам’ятник 70 воїнам – односельчанам, загиблим на фронтах ВВВ                                                                      | с. Глинянець,Байраківська с/р, біля медпункту                           | 1941-45 рр.                                      | 1980р.                       | місцеві майстри                           | граніт                                       | об.2,6мпост.0,7 м                             | №22822.05.1986 р.              |                   |
| 24.   | 720         | Пам’ятник 157 воїнам – односельчанам, загиблим на фронтах ВВВ                                                                     | с. Головеньки, Байраківська с/р, біля школи                             | 1941-45 рр.                                      | 1967р.                       | арх. Богданівський, ск. Лесь, м. Київ     | ск. з/бетон,пост.цегластіна з/бетон          | ск. 2,5 м,пост.2,2х1,3х1,3м                   | №31310.06.1971 р.              |                   |
| 25.   | 262         | Пам’ятник 82 воїнам – односельчанам, загиблим на фронтах ВВВ                                                                      | с. Гостинне, Медвежанська с/р, в центрі села                            | 1941-45 рр.                                      | 1970р.                       | Одеський худ. фонд                        | ск. азбест цемент,пост.цегла                 | ск. 2,8 м,пост.1,5х1,2х1,2 м                  | №2919.06. 1977 р.              |                   |
| 26.   | 268         | Пам’ятник 107 воїнам – односельчанам, загиблим на фронтах ВВВ                                                                     | с. Грабовець, Гарбовецька с/р, біля с/р                                 | 1941-45 рр.                                      | 1971р.                       | Київський худ. фонд                       | ск. з/бетон,пост. камінь                     | ск. 3,0 м,п.0,8х1,5х1,5 м                     | №2919.06. 1977 р.              |                   |
| 27.   | 267         | Пам’ятник 114 воїнам – односельчанам, загиблим на фронтах ВВВ                                                                     | с. Гриненки, Гриненківська с/р, біля Будинку культури                   | 1941-45 рр.                                      | 1969р.                       | Одеський худ. фонд                        | ск. з/бетон,пост. з/бетон                    | ск. 3,0 м,п.1,2х2,0х2,0 м                     | №2919.06. 1977 р.              |                   |
| 28.   | 721         | Пам’ятник 88 воїнам – односельчанам, загиблим на фронтах ВВВ                                                                      | с. Гунька, Язвинківська,біля контори КСП                                | 1941-45 рр.                                      | 1965р.                       | місцеві майстри                           | об. цегла,з/бетон                            | об. 6,0 м,пост.3,0х1,8х1,5 м                  | №31310.06.1971 р.              |                   |
| 29.   | 722         | Пам’ятник 91 воїну – односельчанину, загиблим на фронтах ВВВ                                                                      | с. Джуринці, Джуринецька с/р, біля с/р                                  | 1941-45 рр.                                      | 1966р.                       | Київський худ. фонд                       | ск. з/бетон, пост. бетоноб. з/бетон          | ск. 3,5 м,об. 7,0 м,п.0,8х2,0х3,0 м           | № 31310.06.1971 р.             |                   |
| 30.   | 102         | Пам’ятник 39 воїнам – односельчанам, загиблим на фронтах ВВВ                                                                      | с. Дубмаслівка, Байраківська с/р, в центрі села                         | 1941-45 рр.                                      | 1980р.                       | місцеві майстри                           | граніт                                       | об.2,6 м,п.0,7 м                              | №22822.05.1986 р.              |                   |
| 31.   | 723         | Пам’ятник 57 воїнам – односельчанам, загиблим на фронтах ВВВ                                                                      | с. Дубовець, Кудлаївська с/р, вул. Перемоги                             | 1941-45 рр.                                      | 1966р.                       | місцеві майстри                           | об. з/бетонпост.з/бетон                      | об. 2,5 м,п.2,3х1,6х1,3 м                     | № 31310.06.1971 р.             |                   |
| 32.   | 724         | Пам’ятник 63 воїнам – односельчанам, загиблим на фронтах ВВВ                                                                      | с. Забужжя, Вишковецька с/р, біля Будинку культури                      | 1941-45 рр.                                      | 1968р.                       | Київський худ. фонд                       | ск. з/бетонпост. камінь                      | ск. 2,5 м,п.3,0х1,0х1,0 м                     | № 313 10.06.1971 р.            |                   |
| 33.   | 725         | Пам’ятник 192 воїнам – односельчанам, загиблим на фронтах ВВВ                                                                     | с. Зарудинці, Зарудинецька с/р, біля с/р                                | 1941-45 рр.                                      | 1968р.                       | Львівська скульптур-но-кера-мічна фабрика | ск. з/бетонпост. цегла                       | ск. 2,5 м,п.1,8х1,3х1,0 м                     | № 313 10.06.1971 р.            |                   |
| 34.   | 726         | Пам’ятник 96 воїнам – односельчанам, загиблим на фронтах ВВВ                                                                      | с. Зянківці, Зяньковецька с/р, біля школи                               | 1941-45 рр.                                      | 1967р.                       | Київський худ. фонд                       | ск. з/бетоноб. з/бетон                       | ск. 3,0 м,об. 4,5 м,п.3,2х1,8х1,8 м           | № 313 10.06.1971 р.            |                   |
| 35.   | 702         | Братська могила 3 радянських воїнів, загиблих при звільненні села і пам’ятник 218 воїнам – односельчанам, загиблим на фронтах ВВВ | с. Кірово, Кіровська с/р, біля Будинку культури                         | 19441941-45 рр.                                  | 1967 р.                      | ск. В.І. Кащук,м. Чернівці                | ск з/бетон,пост. бетон,плити з/бетон         | ск. 3,0 м,пост.4,0х1,0х1,0 м, плити 2,2х0,9 м | № 313 10.06.1971 р.            |                   |
| 36.   | 87          | Братська могила 500 жертв голодомору                                                                                              | с. Кірово, Кіровська с/р, на кладовищі                                  | 1932-33 рр.                                      | 1993р.                       | місцеві майстри                           | з/бетон                                      | 4 м                                           | №50120.12.1993 р.              |                   |
| 37.   | 727         | Пам’ятник 272 воїнам – односельчанам, загиблим на фронтах ВВВ                                                                     | с. Ковалівка, Ковалівська с/р, біля с/р                                 | 1944 р.,                                         | 1966р.                       | Київський худ. фонд                       | ск. з/бетон,пост. камінь                     | ск. 3 м,пост. 4,5х1,8х1,7 м                   | № 313 10.06.1971 р.            |                   |
| 38.   | 727         | Братська могила 5 радянських воїнів, загиблих при звільненні села                                                                 | с. Ковалівка, Ковалівська с/р, біля с/р                                 | 1941-45 рр.                                      | 1966р.                       | Київський худ. фонд                       | -//-                                         | ___                                           | -//-                           |                   |
| 39.   | 163         | Пам’ятник 272 воїнам – односельчанам, загиблим на фронтах ВВВ                                                                     | с. Коржівка, Коржівська с/р, біля контори СТОВ                          | 1941-45 рр.                                      | 1977р.                       | Київський худ. фонд                       | об. з/бетон,пост. з/бетон                    | об. 9,0пост.2,0х1,0х1,0м                      | № 9617.02.1983 р.              |                   |
| 40.   | 729         | Пам’ятник 159 воїнам – односельчанам, загиблим на фронтах ВВВ                                                                     | с. Криківці, Криковецька с/р, біля Будинку культури                     | 1941-45 рр.                                      | 1974р.                       | місцеві майстри                           | об. з/бетон,пост. з/бетон                    | об. 7,2 м,пост. 0,8х1,2х1,2 м                 | №31310.06.1971 р.              |                   |
| 41.   | 730         | Пам’ятник 99 воїнам – односельчанам, загиблим на фронтах ВВВ                                                                      | с. Кудлаї, Куждлаївська с/р, вул. Першотрав-нева                        | 1941-45 рр.                                      | 1966р.                       | місцеві майстри                           | об. ракуш-ник                                | об. 6,0 м                                     | №31310.06.1971 р.              |                   |
| 42.   | 731         | Пам’ятник 157 воїнам – односельчанам, загиблим на фронтах ВВВ                                                                     | с. Лука, Никифорове-цька с/р, в центрі села                             | 1941-45 рр.                                      | 1970 р.                      | Одеський худ. фонд                        | ск. з/бетон,пост. з/бетон                    | ск. 3,5 м,пост. 2,2х1,5х1,5 м                 | №31310.06.1971 р.              |                   |
| 43.   | 732         | Пам’ятник 42 воїнам – односельчанам, загиблим на фронтах ВВВ                                                                      | с. Мала Бушинка, Муховецька с/р, біля Будинку культури                  | -//-                                             | 1967р.                       | Львів. скульптур-но-керамічна фабрика     | ск. литий цемент,пост. камінь                | ск. 2,8 м,пост. 1,6х1,4х1,7 м                 | -//-                           |                   |
| 44.   | 733         | Пам’ятник 137 воїнам – односельчанам, загиблим на фронтах ВВВ                                                                     | с. Марксове, Марксівська с/р, біля школи                                | 1941-45 рр.                                      | 1967р.                       | Київський худ. фонд                       | ск. скло- цемент,пост.цегла                  | ск. 2,5 м,пост. 2,3х1,5х1,5 м                 | №31310.06.1971 р.              |                   |
| 45.   | 734         | Пам’ятник 96 воїнам – односельчанам, загиблим на фронтах ВВВ                                                                      | с. Мар’янівка, Бандурівська с/р, біля с/р                               | 1941-45 рр.                                      | 1966р.                       | місцеві майстри                           | об. бетон, пост.цегла                        | об. 6,0 м,пост. 4,0х1,7х1,7 м                 | №31310.06.1971 р.              |                   |
| 46.   | 735         | Пам’ятник 116 воїнам – односельчанам, загиблим на фронтах ВВВ                                                                     | с. Медвежа, Медвежанська с/р, біля контори СТОВ                         | 1941-45 рр.                                      | 1967р.                       | місцеві майстри                           | об. з/бетон,пост. з/бетон                    | об. 5,0 м,пост. 3,0х1,5х1,5 м                 | №31310.06.1971                 |                   |
| 47.   | 736         | Пам’ятник 111 воїнам – односельчанам, загиблим на фронтах ВВВ                                                                     | с. Мельниківці, Мельниківська с/р, біля школи                           | 1941-45 рр.                                      | 1967р.                       | місцеві майстри                           | об. з/бетон,пост. з/бетон                    | об. 8,0 м,пост.0,9х1,5х1,5 м                  | №31310.06.1971 р.              |                   |
| 48.   | 737         | Пам’ятник 167 воїнам – односельчанам, загиблим на фронтах ВВВ                                                                     | с. Мухівці, Муховецька с/р, в центрі села.                              | 1941-45 рр.                                      | 1967р.                       | місцеві майстри                           | об. з/бетон,пост. з/бетон                    | об. 10,6 м,пост.1,0х1,3х1,3 м                 | №31310.06.1971 р.              |                   |
| 49.   | 296         | Могила першого голови с/р М.А. Грабовського                                                                                       | с. Нижча Кропивна, Райгородська с/р, вул. Грабовського                  | 1896-1922 рр.                                    | 1922р.                       | місцеві майстри                           | об. цегла, пост.цегла                        | об. 2,0м ,пост. 0,8х0,3х0,3 м                 | №2919.06.1977 р.               |                   |
| 50.   | 739         | Пам’ятник 134 воїнам – односельчанам, загиблим на фронтах ВВВ                                                                     | с. Нижча Кропивна, Райгородська с/р, вул. Тимченка                      | 1941-45 рр.                                      | 1969р.                       | Київський худ. фонд                       | ск. з/бетон,пост.цегла                       | ск. 2,5 м,пост.1,4х1,5х1,5 м                  | №31310.06.1971 р.              |                   |
| 51.   | 740         | Пам’ятник 155 воїнам –односельчанам, загиблим на фронтах ВВВ                                                                      | с. Новоселівка, Новоселівська с/р, біля Будинку культури                | 1941-45 рр.                                      | 1973р.                       | місцеві майстри                           | об. з/бетон,пост. з/бетон                    | об. 4,0 м,пост. 2,5х1,5х1,5 м                 | №31310.06.1971 р.              |                   |
| 52.   | 270         | Пам’ятник 126 воїнам –односельчанам, загиблим на фронтах ВВВ                                                                      | с. Обідне, Обідненська с/р, вул. Центральна                             | 1941-45 рр.                                      | 1974р.                       | Київський худ. фонд                       | ск. з/бетон,пост. з/бетон,стіна з/бетон      | ск. 3,0м,пост.0,2х2,0х2,0 м,1,1х9,2х0,5 м     | №2919.06.1977 р.               |                   |
| 53.   | 708         | Могила засновника колгоспу М.І. Яценка.                                                                                           | с. Ометинці, Ометинецька с/р, вул. Леніна                               | 1930р.                                           | 1947р.                       | місцеві майстри                           | об. граніт,цегла                             | об. 2,0м,п.0,5х0,8х0,5 м                      | № 31310.06.1971 р.             |                   |
| 54.   | 709         | Могила першого комсомольця села Г.В.Дем’янішіна.                                                                                  | с. Ометинці, Ометинецька с/р, вул. Леніна                               | 1930р.                                           | 1956р.                       | місцеві майстри                           | об. граніт                                   | об. 2,5 м                                     | № 31310.06.1971 р.             |                   |
| 55.   | 271         | Пам’ятник 152 воїнам –односельчанам, загиблим на фронтах ВВВ                                                                      | с. Ометинці, Ометинецька с/р, біля контори СТОВ                         | 1941-45 рр.                                      | 1965р.                       | місцеві майстри                           | об. з/бетон,граніт, пост. камінь             | об. 3,0 м,п.1,5х1,5х1,5 м                     | №2919.06.1977 р.               |                   |
| 56.   | 297         | Пам’ятник одному із перших комсомольців села І.І. Кас’яненко                                                                      | с. Ометинці, Ометинецька с/р, біля Будинку культури                     | 1919р.                                           | 1921р.                       | місцеві майстри                           | об. граніт,пост. цегла                       | об. 2,2 м,п.1,0х1,0х1,0 м                     | №2919.06.1977 р.               |                   |
| 57.   | 741         | Пам’ятник 28 воїнам –односельчанам, загиблим на фронтах ВВВ                                                                       | с. Остапківці, Чуківська с/р,біля клубу                                 | 1941-45 рр.                                      | 1967р.                       | Львів. худ. фонд                          | об. з/бетон,пост.з/бетон                     | об. 4,0 м,п.1,4х1,4х1,4 м                     | №31310.06.1971                 |                   |
| 58.   | 742         | Пам’ятник 20 воїнам –односельчанам, загиблим на фронтах ВВВ                                                                       | с. Перепеличчя, Чуківська с/р,в центрі села                             | 1941-45 рр.                                      | 1967р.                       | Київський худ. фонд                       | об. з/бетон, стіна з/бетон,                  | об. 6,5 м,п.0,4х1,2х1,2 м                     | №31310.06.1971                 |                   |
| 59.   | 706         | Братська могила 35 радянських воїнів, загиблим при обороні села                                                                   | с. Райгород, Райгородська с/р, вул. Леніна                              | 1941 р.                                          | 1967-1971р.р                 | місцеві майстри                           | об. цегла,пост. камінь                       | об. 7,0 м,п.1,1х1,3х 1,3 м                    | №31310.06.1971 р.              |                   |
| 60.   | 706         | Пам’ятник 87 воїнам –односельчанам, загиблим на фронтах ВВВ                                                                       | с. Райгород, Райгородська с/р, вул. Леніна                              | 1941-45 рр.                                      | -//-                         | -//-                                      | -//-                                         | ___                                           | -//-                           |                   |
| 61.   | 743         | Пам’ятник 94 воїнам –односельчанам, загиблим на фронтах ВВВ                                                                       | с. Рубань, Рубанська с/р,вул. Леніна                                    | 1941 р.,1941-45                                  | 1967р.                       | Київський худ. фонд                       | ск. з/бетон,пост. з/бетон,стіна з/бетон      | ск. 3,0 м,стіна 4,0м,п.1,0х3,5х2,8 м          | №31310.06.1971 р.              |                   |
| 62.   | 745         | Пам’ятник 37 воїнам –односельчанам, загиблим на фронтах ВВВ                                                                       | с. Салинці, Семенська с/р,біля бібліотеки                               | 1941-45 рр.                                      | 1967р.                       | місцеві майстри                           | об. цегла                                    | об. 7,0 м,п.1,2х1,2х1,2м                      | №31310.06.1971 р.              |                   |
| 63.   | 746         | Пам’ятник 96 воїнам –односельчанам, загиблим на фронтах ВВВ                                                                       | с. Самченці, Новообиходів-ська с/р, на кладовищі                        | 1941-45 рр.                                      | 1965р.                       | місцеві майстри                           | об. цегла                                    | об. 2,3 м,п.1,5х1,0х1,0 м                     | №31310.06.1971 р.              |                   |
| 64.   | 747         | Пам’ятник 42 воїнам –односельчанам, загиблим на фронтах ВВВ                                                                       | с. Семенки, Семенська с/р,біля Будинку культури                         | 1941-45 рр.                                      | 1967р.                       | Львів. скульптур-но-керамічна фабрика     | ск. алебастрцегла                            | ск. 2,8 м,п.1,8х1,2х1,2 м                     | №31310.06.1971 р.              |                   |
| 65.   | 707         | Братська могила 84 радянських воїнів, загиблих при звільненні селища                                                              | смт. Ситківці, Ситківська сел/р, біля школи-інтернату                   | 1944р.                                           | 1954р.                       | Київський худ. фонд                       | ск. з/бетон,пост. цегла                      | ск. 1,6 м,п.1,4х1,0х1,2 м                     | №31310.06.1971 р.              |                   |
| 66.   | 749         | Пам’ятник 303 воїнам-односельчанам, загиблим на фронтах ВВВ                                                                       | смт. Ситківці, Ситківська сел/р, в центрі села                          | 1941-45 рр.                                      | 1965р.                       | Київський худ. фонд                       | об. з/бетон                                  | об. 9 м,п.1,0х1,0х1,0 м                       | №31310.06.1971 р.              |                   |
| 67.   | 748         | Пам’ятник 97 воїнам –односельчанам, загиблим на фронтах ВВВ                                                                       | с. Скрицьке, Скрицька с/р,біля контори СТОВ                             | 1941-45 р. р.                                    | 1966р.                       | місцеві майстри                           | об. камінь,пост. камінь                      | об. 9,0 м,п.1,5х3,0х3,0 м                     | №31310.06.1971 р.              |                   |
| 68.   | 751         | Пам’ятник 144воїнам –односельчанам, загиблим на фронтах ВВВ                                                                       | с. Сокілець, Сокілецька с/р,біля Будинку культури                       | 1941-45 р. р.                                    | 1965р.                       | Київський худ. фонд                       | ск. граніт                                   | ск. 2,5 м                                     | №31310.06.1971 р.              |                   |
| 69.   | 164         | Пам’ятник 107 воїнам –односельчанам, загиблим на фронтах ВВВ                                                                      | с. Сорокодуби, Грабовецька с/р, вул. Польова                            | 1941-45 р. р.                                    | 1971р.                       | Одеський худ. фонд                        | азбестцемент,пост. камінь                    | ск. 3,2 м,пост.0,6х2,0х 2,0 м                 | №9617.02.83 р.                 |                   |
| 70.   | 272         | Пам’ятник 82 воїнам –односельчанам, загиблим на фронтах ВВВ                                                                       | с. Сорокотяжинці Криковецька с/р, біля клубу                            | 1941-45 р. р.                                    | 1971р.                       | Одеський худ. фонд                        | ск. з/бетон,пост. камінь                     | ск. 1,6 м,пост.1,7х1,0х1,0 м                  | № 2919.06.1977                 |                   |
| 71.   | 705         | Братська могила 12 радянських воїнів, загиблих при звільненні села                                                                | с. Сподахи, Сподахівська с/р, біля контори СТОВ                         | 1944р.                                           | 1963р.                       | Київський худ. фонд                       | ск. з/бетон,пост. цегла                      | ск. 2,3 м,пост.3,5х2,0х2,0 м                  | № 31310.06.1971 р.             |                   |
| 72.   | 256         | Могила учасника громадянської війни Заічка Р.                                                                                     | с. Стрільчинці, Стрільчине-цька с/р, вул. Леніна                        | 1918р.                                           | 1918р.                       | місцеві майстри                           | об. граніт, пост. граніт                     | об. 1,2 м,пост.0,4х1,0х0,8 м                  | №2919.06.1977р                 |                   |
| 73.   | 257         | Могила учасника громадянської війни Колесника І.                                                                                  | с. Стрільчинці, Стрільчине-цька с/р, біля церкви                        | 1921 р.                                          | 1921р.                       | місцеві майстри                           | об. граніт, пост. граніт                     | об. 1,8 м,пост.0,8х0,8х0,8 м                  | №2919.06.1977 р.               |                   |
| 74.   | 752         | Пам’ятник 134 воїнам – односельчанам, загиблим на фронтах ВВВ                                                                     | с. Стрільчинці, Стрільчине-цька с/р, біля с/р                           | 1941-45 р. р.                                    | 1965р.                       | місцеві майстри                           | об. камінь                                   | об. 4,5 м,пост.3,5х1,5х1,5 м                  | №31310.06.1971 р.              |                   |
| 75.   | 274         | Пам’ятник 36 воїнам – односельчанам, загиблим на фронтах ВВВ                                                                      | с. Супрунівка, Язвинківська с/р, біля бібліотеки                        | 1941-45 р. р.                                    | 1971р.                       | Київський худ. фонд                       | ск. з/бетон,пост. з/бетон                    | ск. 3,0 м,пост.1,0х2,0х2,0 м                  | №2919.07.1977 р.               |                   |
| 76.   | 754         | Пам’ятник 113 воїнам – односельчанам, загиблим на фронтах ВВВ                                                                     | с. Червоне, Мельниківська с/р, біля лікарні                             | 1941-45 р. р.                                    | 1967р.                       | місцеві майстри                           | об. з/бетон,пост. з/бетон                    | об. 8,0 м,пост.1,0х1,0х1,0 м                  | № 31310.06.1971 р.             |                   |
| 77.   | 711         | Могила радянського воїна, загиблого при обороні села                                                                              | с. Чуків, Чуківська с/р, на автотрасі                                   | 1941 р.                                          | 1967р.                       | Львів. скульптур-но-кера-мічна фабрика    | ск. з/бетон,пост. з/бетон                    | ск. 1,8 мпост.0,5х1,2х1,2 м                   | № 31310.06.1971 р.             |                   |
| 78.   | 755         | Пам’ятник 108 воїнам – односельчанам, загиблим на фронтах ВВВ                                                                     | с. Чуків, Чуківська с/р, біля Будинку культури                          | 1941-45 р. р.                                    | 1967 р.                      | Львівська скульптур-но-кера-мічна фабрика | ск. азбесто-цемент,пост. з/бетон,об. з/бетон | ск. 4,0 м,об. 11,0 м, основа 7,4х10,0х5,6 м   | № 31310.06.1971 р.             |                   |
| 79.   | 760         | Будинок, в якому жив композитор Н.Д. Леонтович                                                                                    | с. Чуків, Чуківська с/р, біля контори КСП                               | 1901-1903 р. р.                                  | кін. XIX ст.                 | місцеві майстри                           | цегла                                        | пл. 1050 м2                                   | №31310.06.1971р.               |                   |
| 80.   | 142         | Могила українського поета і краєзнавця К. Лазаренка                                                                               | с. Чуків, Чуківська с/р, на кладовищі                                   | 1938-98 р. р.                                    | 1998 р.                      | місцеві майстри                           | метал                                        | 1х2 м                                         | №18324.05.2000 р.              |                   |
| 81.   | 43          | Могила господарника, Ф.В. Собідка                                                                                                 | с. Чуків, Чуківська с/р, на кладовищі.                                  | 1919-98 р. р.                                    | 1998р.                       | місцеві майстри                           | граніт                                       | 1х2 м                                         | №18324.05.2000 р.              |                   |
| 82.   | 258         | Братська могила 6 радянських воїнів, загиблих при звільненні села                                                                 |                                                                         | с-ще Шевченка, Воловодівська сел/р, на кладовищі | 1944р.                       | 1950р.                                    | місцеві майстри                              | об. з/бетон                                   | об. 2,0 м                      | №2919.06.1977 р.  |
| 83.   | 103         | Пам’ятник Д.Г. Дильку |                                                                         | с-ще Шевченка, Воловодівська сел/р, в саду       | 1944 р.                      | 1979р.                                    | місцеві майстри                              | метал                                         | об.1,2 м                       | №22822.05.1986 р. |
| 84.   | 756         | Пам’ятник 59 воїнам – односельчанам, загиблим на фронтах ВВВ                                                                      | с. Шолудьки, Муховецька с/р, вул. Леніна                                | 1941-45 р. р.                                    | 1967р.                       | Київський худ. фонд                       | ск. азбесто-цемент,камінь                    | ск. 2,9 м,пост.1,2х0,9х0,9м                   | №31310.06.1971 р.              |                   |
| 85.   | 757         | Пам’ятник 146 воїнам – односельчанам, загиблим на фронтах ВВВ                                                                     | с. Юрківці, Юрковецька с/р, біля Будинку культури                       | 1941-45 р. р.                                    | 1966р.                       | місцеві майстри                           | об. з/бетон,пост. камінь                     | об. 7,0 м,пост.1,4х1,0х1,0 м                  | №31310.06.1971 р.              |                   |
| 86.   | 165         | Пам’ятник садівнику В. Л. Миколаєнко                                                                                              | с. Юрківці, Юрковецька с/р, в саду                                      | 1968р.                                           | 1968р.                       | місцеві майстри                           | об. з/бетон,пост. камінь                     | об. 1,0 м,пост.0,5х1,2х1,2 м                  | №9617.02.1983 р.               |                   |
| 87.   | 758         | Пам’ятник 77 воїнам – односельчанам, загиблим на фронтах ВВВ                                                                      | с. Язвинки, Язвинківська с/р, біля с/р,                                 | 1941-45 р. р.                                    | 1967р.                       | Київський худ. фонд                       | об. цегла, камінь                            | об. 5,0 м,пост.2,5х1,5х1,5 м                  | № 31310.06.1971 р.             |                   |
|       |             | |                                                                         |                                                  |                              |                                           |                                              |                                               |                                |                   |

## Джерело
- [Архівовано 19 червня 2012 у Wayback Machine.] Пам'ятки Вінницької області